# Чмерковський Максим Олександрович
Чмерковський Максим Олекса́ндрович (17 січня, 1980, Одеса) — українсько-американський танцюрист, чемпіон з латинських танців, хореограф, інструктор, телеведучий та кіноактор. Свого часу визнавався одним із найзавидніших холостяків світу, за версією американського журналу People. Прославився завдяки участі в американському телевізійному проекті Танці з зірками в ролі професійного танцюриста, до якого долучився у другому сезоні. Взявши участь у десяти сезонах програми, Чмерковський чотири рази проходив до фіналу, зайнявши двічі третє, а ще двічі — друге місце. На українському телебаченні з'явився у реаліті-шоу Холостяк та розважальному шоу Куб.

## Біографія
Максим Чмерковський народився 17 січня 1980 року у місті Одеса у сім'ї Олександра і Лариси Чмерковських. Розпочав танцювати у віці чотирьох років. Його брат, Валентин Чмерковський, також є чемпіоном з бальних танців. Батько Максима — єврей, а мати — християнка. Сім'я Чмерковських іммігрувала до США у 1994 році, поселившись у районі Брайтон-Біч.
Після падіння, під час катання на лижах, Максим зламав праву ногу, що могло покласти хрест на його танцювальній кар'єрі. Проте цей випадок не завадив йому стати професійним бальним танцюристом, який спеціалізується на латиноамериканській програмі.
Він є власником чотирьох танцювальних студій у місті Нью-Йорк, одна з яких — Rising Stars Dance Academy (RSDA). Інші три студії є соціальними школами, які розташовані у Риджфілді (штат Нью-Джерсі) і Глен Гіді (штат Нью-Йорк), а також у районі Сохо, що на Мангеттені. Довгий час він жив у Еджвотері (штат Нью-Джерсі).
Чмерковський є одним із засновників і керівників Dance Team USA — некомерційної освітньої та благодійної організації, яка займається вербуванням, підтримкою і навчанням майбутніх танцюристів. Цей вид спорту особливо популярний серед емігрантів із Східної Європи. Через свою компанію Maksim Chmerkovskiy Productions він організовує виступи по всьому світу. Максим активно займається благодійністю, виступаючи на заходах, присвячених збору коштів.
Серед професійних робіт Максима, бального та танцювального хореографа, є водне шоу Le Rêve, яке проводиться у лас-вегаському казино-курорті Wynn Las Vegas. Він виконував танці бального характеру створені Франко Драгоне (театральний режисер, який працював у Cirque du Soleil).

## Участь у телепроєктах

### Superstars
У 2009 році Максим Чмерковський разом із фристайлісткою Крісті Лескінен перемогли у шоу Superstars — змаганні, де беруть участь спортсмени, виконуючи спортивні завдання (елементи десятиборства). Їхніми суперниками були: футболіст Террелл Оуенс, олімпійська чемпіонка, баскетболістка Ліза Леслі, триразовий тріумфатор НБА, баскетболіст Роберт Оррі та олімпійський чемпіон, гірськолижник Боде Міллер.

### Танці з зірками
Вперше Максим взяв участь у телевізійному шоу компанії ABC Танці з зірками у другому сезоні, танцюючи з актрисою Тіа Каррере. Пара зайняла шосте місце. У наступному сезоні він, разом із партнеркою — співачкою Уїллою Форд, зайняв сьоме місце. Чмерковський повернувся на шоу вже у четвертому сезоні, де його партнеркою була боксер Лейла Алі, разом з якою він пройшов до фіналу, виборовши врешті-решт третє місце. У п'ятому сезоні програми партнеркою Максима була британська поп-співачка Мелані Браун. Разом з нею він виграв друге місце, що було найкращим його особистим досягненням у шоу.
Повернення на шоу відбулося у сьомому сезоні, де партнеркою Максима була дворазова олімпійська чемпіонка, волейболістка Місті Мей. На четвертому тижні змагання вони були змушені відмовитися від участі у змаганні, фінішувавши на десятому місці. Причиною вибуття пари стала травма Місті, яка під час тренування (підготовки до джайву) отримала розрив ахіллового сухожилля, який потребував медичне втручання і операцію.
9 лютого 2009 року на програмі Доброго ранку, Америко було анонсовано, що він танцюватиме з американською актрисою і моделлю Деніз Річардс у восьмому сезоні Танців з зірками. Вони вибули другими у змаганні, зайнявши таким чином 12-те місце. У дев'ятому сезоні Максим танцював з акторкою Дебі Мейзар, зайнявши те ж 12-те місце. У 10-му сезоні Чмерковський брав участь разом із спортивною телеведучою, коментатором Ерін Ендрюс. Пара, пройшовши до двогодинного фіналу, зайняла третє місце.
У одинадцятому сезоні програми Танці з зірками Чмерковський танцював разом із співачкою і актрисою Бренді Норвуд. Вони пройшли до півфіналу, але у підсумковому рахунку зайняли четверте місце. У наступному сезоні партнеркою танцюриста була актриса Кірсті Еллі. Вони пройшли до фіналу, виборовши друге місце. У 13-му сезоні, де пара зайняла четверте місце, він танцював із голкіпером збірної США по футболу Гоуп Соло.
| Сезон | Партнерка      | Місце  |
| ----- | -------------- | ------ |
| 2     | Тіа Каррере    | 6      |
| 3     | Вілла Форд     | 7      |
| 4     | Лейла Алі      | 3      |
| 5     | Мелані Браун   | вибули |
| 7     | Місті Мей      | 10     |
| 8     | Деніз Річардс  | 12     |
| 9     | Дебі Мейзар    | 12     |
| 10    | Ерін Ендрюс    | 3      |
| 11    | Бренді Норвуд  | 4      |
| 12    | Кірсті Еллі    | вибули |
| 13    | Гоуп Соло      | 4      |
| 14    | Меліса Гілберт | 5      |
| 15    | Кірсті Еллі    | 7      |
| 18    | Меріл Девіс    | 1      |
| 23    | Ембер Роуз     | 9      |
| 24    | Гезер Морріс   | 8      |
| 25    | Ванесса Лаше   | 7      |

### Холостяк
У березні 2011 року Максим взяв участь у реаліті шоу Холостяк, де, за умовами шоу, зустрічався з одною або відразу декількома дівчатами. Після знайомства з батьками Холостяка фіналістки, якою стала Олександра Шульгіна, герой мав зробити їй пропозицію руки і серце. Проте, проект не завершився весіллям, а Максим Чмерковський поїхав на зйомки 14-ого сезону шоу Танці з зірками.

### Куб
У листопаді 2011 року танцюрист став ведучим українського розважального шоу Куб. Сенс програми полягає у намаганні гравців, як знаменитостей, так і звичайних людей, виконати завдання, за здійснення яких гравець отримує грошову винагороду.

## Танцювальні нагороди
- 2005 Yankee Classic Professional Latin Champion[17]
- 2005 півфіналіст Фестивалю танцю в Блекпулі
- 2004 Manhattan Dancesport Professional Latin Champion
- 2004 Nevada Star Ball Champion
- 2004 World Masters Finalist
- 2004 Moscow Kremlin Cup Finalist
- 2004 Philadelphia Dancesport Festival Champion
- 2003 All England Champion
- 2003 Ohio Star Ball Latin Champion
- 2003 La Classique du Quebec Champion

## Особисте життя
Хореограф довгий час зустрічався із американською танцівницею українського походження Каріною Смірнофф (Каріною Смірновою). Пара була заручена, але 31 грудня 2008 року вони повідомили про розлучення. З 2012 року Максим Чмерковський перебуває у стосунках з Петою Маргатройд, з якою планує одружитися у липні 2017 року. У червні 2016 року пара офіційно заявила про те, що чекає дитину. 4 січня 2017 народився первісток — син. 18 червня 2023 народився другий син. 12 липня 2024 року народився третій син Мілан Максим.